# Florence Barker
Florence Barker (n. 1908, Manchester, Regatul Unit al Marii Britanii și Irlandei – d. 1986) a fost o înotătoare ce a reprezentat Regatul Unit al Marii Britanii și al Irlandei de Nord, medaliată olimpică. A participat la o ediție a Jocurilor Olimpice (1924) în care a câștigat două medalii de argint.